# Achalinus rufescens
Espèce
Synonymes
- Achalinus meridianus Smith, 1923
- Stoliczkaia kwangsiensis Fan, 1931

Statut de conservation UICN

 LC  : Préoccupation mineure
Achalinus rufescens est une espèce de serpents de la famille des Xenodermatidae.

## Répartition
Cette espèce se rencontre :
- en Chine dans les provinces de Hainan, du Guangdong, du Guangxi, du Guizhou, du Fujian, du Shaanxi et à Hong Kong ;
- dans le Nord du Viêt Nam.

## Publication originale
- Boulenger, 1888 : Description of two new snakes from Hongkong, and note on the dentition of Hydrophis viperina. Annals and Magazine of Natural History, sér. 6, vol. 2, p. 43-44 (texte intégral).